# Sävsjön (Femsjö socken, Småland)
Sävsjön är en sjö i Hylte kommun i Småland och ingår i Fylleåns huvudavrinningsområde. Sjön har en area på 0,434 kvadratkilometer och ligger 160 meter över havet. Sjön avvattnas av vattendraget Hjortån. Vid provfiske har bland annat abborre, braxen, gädda och mört fångats i sjön.

## Delavrinningsområde
Sävsjön ingår i det delavrinningsområde (630974-135424) som SMHI kallar för Utloppet av Sävsjön. Medelhöjden är 167 meter över havet och ytan är 5,03 kvadratkilometer. Det finns inga avrinningsområden uppströms utan avrinningsområdet är högsta punkten. Hjortån som avvattnar avrinningsområdet har biflödesordning 2, vilket innebär att vattnet flödar genom totalt 2 vattendrag innan det når havet efter 54 kilometer. Avrinningsområdet består mestadels av skog (68 %) och sankmarker (17 %). Avrinningsområdet har 0,43 kvadratkilometer vattenytor vilket ger det en sjöprocent på 8,6 %.

## Fisk
Vid provfiske har följande fisk fångats i sjön:
- Abborre
- Braxen
- Gädda
- Mört
- Sarv